# もとまろ
もとまろは、1971年に結成された3人組の女性フォークグループ。
早川義夫のアルバム『かっこいいことはなんてかっこ悪いんだろう』に収録されている楽曲の「サルビアの花」をシングルとして出しただけで、活動を休止。

## 略歴
青山学院高等部在学中に、TBS系『ヤング720』の番組スタッフに、番組内のコーナー『フォークグループ勝ちぬき歌合戦』に出場することを進められて出場し、自作曲4曲で4週まで勝ち抜いたが、5曲目がなく、メンバーの山田の提案により「サルビアの花」で5週勝ち抜く。同じ頃、ヤマハ主催の『第3回作曲コンクール』で「サルビアの花」がエントリーされ、オフコースが歌って入賞。そんな中、もとまろが『ヤング720』で歌ったバージョンが、ニッポン放送の『コッキーポップ』でオンエアされると、毎週大量のリクエストが寄せられる事態となり、これをきっかけにシングル「サルビアの花」でレコードデビュー。
この「サルビアの花」は、ヤマハのスタッフからキャニオン・レコードの渡辺有三に「こういうのがあるがどうですか」と売り込まれ、それを気に入った渡辺がレコード化することにした。レコード化にあたっては、ヤマハで録ったバージョンを録りなおしたもののうまくいかず、ノイズの入ったヤマハ盤をそのままレコード化している。
なお、本人たちはプロになる気はなく、プロモーション活動もせず、このレコード1枚のみで解散。

## メンバー
| 氏名                            | 別名       | プロフィール          |
| ------------------------------- | ---------- | --------------------- |
| 海野圭子                        |            | 1953年9月18日（71歳） |
| - 山田真珠美 - （やまだますみ） | 坂東三寿珠 | 1954年2月20日（70歳） |
| 織間千佳子                      | 花柳喜満   | 1954年1月18日（71歳） |

## ディスコグラフィ

### シングル
| #                    | 発売日               | タイトル             | B面                  | 規格                 | 規格品番             | 順位                 |
| キャニオン・レコード | キャニオン・レコード | キャニオン・レコード | キャニオン・レコード | キャニオン・レコード | キャニオン・レコード | キャニオン・レコード |
| -------------------- | -------------------- | -------------------- | -------------------- | -------------------- | -------------------- | -------------------- |
| 1st                  | 1972年4月5日         | サルビアの花         | 風船                 | EP                   | A-101                | 11位                 |